# Пароулек, Вит
Вит Пароулек (чеш. Vit Paroulek, 26 апреля 1904 — 1983) — чехословацкий шахматист, национальный мастер.
Участник чемпионата Чехословакии 1936 г.
Добился больших успехов в игре по переписке. Участвовал в предварительных соревнованиях 1-го чемпионата мира (1947—1949 гг.).
Возглавлял сборную Чехословакии на 2-й заочной олимпиаде (1952—1955 гг.), когда команда завоевала золотые медали соревнования. Также в составе национальной сборной участвовал в двух матчах со сборной СССР.

## Спортивные результаты
| Год                       | Город                                                                             | Соревнование                                                                      | + | − | = | Результат | Место             |
| ------------------------- | --------------------------------------------------------------------------------- | --------------------------------------------------------------------------------- | - | - | - | --------- | ----------------- |
| 1936                      | Подебрады                                                                         | Чемпионат Чехословакии                                                            | 4 | 7 | 2 | 5 из 13   | 11—12             |
| СОРЕВНОВАНИЯ ПО ПЕРЕПИСКЕ |                                                                                   |                                                                                   |   |   |   |           |                   |
| 1947—1949                 | Полуфинал 1-го чемпионата мира (группа IV)                                        | Полуфинал 1-го чемпионата мира (группа IV)                                        |   |   |   |           |                   |
| 1952—1955                 | 2-й командный чемпионат мира (заочная олимпиада; сборная Чехословакии, 1-я доска) | 2-й командный чемпионат мира (заочная олимпиада; сборная Чехословакии, 1-я доска) |   |   |   |           | Команда — чемпион |
| 1956—1958                 | Матч СССР — Чехословакия (против П. В. Дубинина)                                  | Матч СССР — Чехословакия (против П. В. Дубинина)                                  |   | 1 |   |           |                   |
| 1977—1980                 | Матч СССР — Чехословакия (против А. М. Константинопольского)                      | Матч СССР — Чехословакия (против А. М. Константинопольского)                      |   | 1 |   |           |                   |